# Meconopsis pinnatifolia
Meconopsis pinnatifolia är en vallmoväxtart som beskrevs av Cheng Yih Wu och X. Zhuang. Meconopsis pinnatifolia ingår i släktet bergvallmor, och familjen vallmoväxter. Inga underarter finns listade i Catalogue of Life.